# 1607
Portal Geschichte | Portal Biografien | Aktuelle Ereignisse | Jahreskalender | Tagesartikel

◄ |
16. Jahrhundert |
17. Jahrhundert
| 18. Jahrhundert | ►

◄ |
1570er |
1580er |
1590er |
1600er
| 1610er | 1620er | 1630er | ►

◄◄ |
◄ |
1603 |
1604 |
1605 |
1606 |
1607
| 1608 | 1609 | 1610 | 1611 | ► | ►►
Staatsoberhäupter  · Nekrolog   · Musikjahr
| Januar | Januar | Januar | Januar | Januar | Januar | Januar | Januar |
| Kw     | Mo     | Di     | Mi     | Do     | Fr     | Sa     | So     |
| 1      | 1      | 2      | 3      | 4      | 5      | 6      | 7      |
| 2      | 8      | 9      | 10     | 11     | 12     | 13     | 14     |
| 3      | 15     | 16     | 17     | 18     | 19     | 20     | 21     |
| 4      | 22     | 23     | 24     | 25     | 26     | 27     | 28     |
| 5      | 29     | 30     | 31     |        |        |        |        |
| ------ | ------ | ------ | ------ | ------ | ------ | ------ | ------ |

| Februar | Februar | Februar | Februar | Februar | Februar | Februar | Februar |
| Kw      | Mo      | Di      | Mi      | Do      | Fr      | Sa      | So      |
| 5       |         |         |         | 1       | 2       | 3       | 4       |
| 6       | 5       | 6       | 7       | 8       | 9       | 10      | 11      |
| 7       | 12      | 13      | 14      | 15      | 16      | 17      | 18      |
| 8       | 19      | 20      | 21      | 22      | 23      | 24      | 25      |
| 9       | 26      | 27      | 28      |         |         |         |         |
| ------- | ------- | ------- | ------- | ------- | ------- | ------- | ------- |

| März | März | März | März | März | März | März | März |
| Kw   | Mo   | Di   | Mi   | Do   | Fr   | Sa   | So   |
| 9    |      |      |      | 1    | 2    | 3    | 4    |
| 10   | 5    | 6    | 7    | 8    | 9    | 10   | 11   |
| 11   | 12   | 13   | 14   | 15   | 16   | 17   | 18   |
| 12   | 19   | 20   | 21   | 22   | 23   | 24   | 25   |
| 13   | 26   | 27   | 28   | 29   | 30   | 31   |      |
| ---- | ---- | ---- | ---- | ---- | ---- | ---- | ---- |

| April | April | April | April | April | April | April | April |
| Kw    | Mo    | Di    | Mi    | Do    | Fr    | Sa    | So    |
| 13    |       |       |       |       |       |       | 1     |
| 14    | 2     | 3     | 4     | 5     | 6     | 7     | 8     |
| 15    | 9     | 10    | 11    | 12    | 13    | 14    | 15    |
| 16    | 16    | 17    | 18    | 19    | 20    | 21    | 22    |
| 17    | 23    | 24    | 25    | 26    | 27    | 28    | 29    |
| 18    | 30    |       |       |       |       |       |       |
| ----- | ----- | ----- | ----- | ----- | ----- | ----- | ----- |

| Mai | Mai | Mai | Mai | Mai | Mai | Mai | Mai |
| Kw  | Mo  | Di  | Mi  | Do  | Fr  | Sa  | So  |
| 18  |     | 1   | 2   | 3   | 4   | 5   | 6   |
| 19  | 7   | 8   | 9   | 10  | 11  | 12  | 13  |
| 20  | 14  | 15  | 16  | 17  | 18  | 19  | 20  |
| 21  | 21  | 22  | 23  | 24  | 25  | 26  | 27  |
| 22  | 28  | 29  | 30  | 31  |     |     |     |
| --- | --- | --- | --- | --- | --- | --- | --- |

| Juni | Juni | Juni | Juni | Juni | Juni | Juni | Juni |
| Kw   | Mo   | Di   | Mi   | Do   | Fr   | Sa   | So   |
| 22   |      |      |      |      | 1    | 2    | 3    |
| 23   | 4    | 5    | 6    | 7    | 8    | 9    | 10   |
| 24   | 11   | 12   | 13   | 14   | 15   | 16   | 17   |
| 25   | 18   | 19   | 20   | 21   | 22   | 23   | 24   |
| 26   | 25   | 26   | 27   | 28   | 29   | 30   |      |
| ---- | ---- | ---- | ---- | ---- | ---- | ---- | ---- |

| Juli | Juli | Juli | Juli | Juli | Juli | Juli | Juli |
| Kw   | Mo   | Di   | Mi   | Do   | Fr   | Sa   | So   |
| 26   |      |      |      |      |      |      | 1    |
| 27   | 2    | 3    | 4    | 5    | 6    | 7    | 8    |
| 28   | 9    | 10   | 11   | 12   | 13   | 14   | 15   |
| 29   | 16   | 17   | 18   | 19   | 20   | 21   | 22   |
| 30   | 23   | 24   | 25   | 26   | 27   | 28   | 29   |
| 31   | 30   | 31   |      |      |      |      |      |
| ---- | ---- | ---- | ---- | ---- | ---- | ---- | ---- |

| August | August | August | August | August | August | August | August |
| Kw     | Mo     | Di     | Mi     | Do     | Fr     | Sa     | So     |
| 31     |        |        | 1      | 2      | 3      | 4      | 5      |
| 32     | 6      | 7      | 8      | 9      | 10     | 11     | 12     |
| 33     | 13     | 14     | 15     | 16     | 17     | 18     | 19     |
| 34     | 20     | 21     | 22     | 23     | 24     | 25     | 26     |
| 35     | 27     | 28     | 29     | 30     | 31     |        |        |
| ------ | ------ | ------ | ------ | ------ | ------ | ------ | ------ |

| September | September | September | September | September | September | September | September |
| Kw        | Mo        | Di        | Mi        | Do        | Fr        | Sa        | So        |
| 35        |           |           |           |           |           | 1         | 2         |
| 36        | 3         | 4         | 5         | 6         | 7         | 8         | 9         |
| 37        | 10        | 11        | 12        | 13        | 14        | 15        | 16        |
| 38        | 17        | 18        | 19        | 20        | 21        | 22        | 23        |
| 39        | 24        | 25        | 26        | 27        | 28        | 29        | 30        |
| --------- | --------- | --------- | --------- | --------- | --------- | --------- | --------- |

| Oktober | Oktober | Oktober | Oktober | Oktober | Oktober | Oktober | Oktober |
| Kw      | Mo      | Di      | Mi      | Do      | Fr      | Sa      | So      |
| 40      | 1       | 2       | 3       | 4       | 5       | 6       | 7       |
| 41      | 8       | 9       | 10      | 11      | 12      | 13      | 14      |
| 42      | 15      | 16      | 17      | 18      | 19      | 20      | 21      |
| 43      | 22      | 23      | 24      | 25      | 26      | 27      | 28      |
| 44      | 29      | 30      | 31      |         |         |         |         |
| ------- | ------- | ------- | ------- | ------- | ------- | ------- | ------- |

| November | November | November | November | November | November | November | November |
| Kw       | Mo       | Di       | Mi       | Do       | Fr       | Sa       | So       |
| 44       |          |          |          | 1        | 2        | 3        | 4        |
| 45       | 5        | 6        | 7        | 8        | 9        | 10       | 11       |
| 46       | 12       | 13       | 14       | 15       | 16       | 17       | 18       |
| 47       | 19       | 20       | 21       | 22       | 23       | 24       | 25       |
| 48       | 26       | 27       | 28       | 29       | 30       |          |          |
| -------- | -------- | -------- | -------- | -------- | -------- | -------- | -------- |

| Dezember | Dezember | Dezember | Dezember | Dezember | Dezember | Dezember | Dezember |
| Kw       | Mo       | Di       | Mi       | Do       | Fr       | Sa       | So       |
| 48       |          |          |          |          |          | 1        | 2        |
| 49       | 3        | 4        | 5        | 6        | 7        | 8        | 9        |
| 50       | 10       | 11       | 12       | 13       | 14       | 15       | 16       |
| 51       | 17       | 18       | 19       | 20       | 21       | 22       | 23       |
| 52       | 24       | 25       | 26       | 27       | 28       | 29       | 30       |
| 1        | 31       |          |          |          |          |          |          |
| -------- | -------- | -------- | -------- | -------- | -------- | -------- | -------- |

| Januar | Januar | Januar | Januar | Januar | Januar | Januar | Januar |
| Kw     | Mo     | Di     | Mi     | Do     | Fr     | Sa     | So     |
| 1      | 1      | 2      | 3      | 4      | 5      | 6      | 7      |
| 2      | 8      | 9      | 10     | 11     | 12     | 13     | 14     |
| 3      | 15     | 16     | 17     | 18     | 19     | 20     | 21     |
| 4      | 22     | 23     | 24     | 25     | 26     | 27     | 28     |
| 5      | 29     | 30     | 31     |        |        |        |        |
| ------ | ------ | ------ | ------ | ------ | ------ | ------ | ------ |

| Februar | Februar | Februar | Februar | Februar | Februar | Februar | Februar |
| Kw      | Mo      | Di      | Mi      | Do      | Fr      | Sa      | So      |
| 5       |         |         |         | 1       | 2       | 3       | 4       |
| 6       | 5       | 6       | 7       | 8       | 9       | 10      | 11      |
| 7       | 12      | 13      | 14      | 15      | 16      | 17      | 18      |
| 8       | 19      | 20      | 21      | 22      | 23      | 24      | 25      |
| 9       | 26      | 27      | 28      |         |         |         |         |
| ------- | ------- | ------- | ------- | ------- | ------- | ------- | ------- |

| März | März | März | März | März | März | März | März |
| Kw   | Mo   | Di   | Mi   | Do   | Fr   | Sa   | So   |
| 9    |      |      |      | 1    | 2    | 3    | 4    |
| 10   | 5    | 6    | 7    | 8    | 9    | 10   | 11   |
| 11   | 12   | 13   | 14   | 15   | 16   | 17   | 18   |
| 12   | 19   | 20   | 21   | 22   | 23   | 24   | 25   |
| 13   | 26   | 27   | 28   | 29   | 30   | 31   |      |
| ---- | ---- | ---- | ---- | ---- | ---- | ---- | ---- |

| April | April | April | April | April | April | April | April |
| Kw    | Mo    | Di    | Mi    | Do    | Fr    | Sa    | So    |
| 13    |       |       |       |       |       |       | 1     |
| 14    | 2     | 3     | 4     | 5     | 6     | 7     | 8     |
| 15    | 9     | 10    | 11    | 12    | 13    | 14    | 15    |
| 16    | 16    | 17    | 18    | 19    | 20    | 21    | 22    |
| 17    | 23    | 24    | 25    | 26    | 27    | 28    | 29    |
| 18    | 30    |       |       |       |       |       |       |
| ----- | ----- | ----- | ----- | ----- | ----- | ----- | ----- |

| Mai | Mai | Mai | Mai | Mai | Mai | Mai | Mai |
| Kw  | Mo  | Di  | Mi  | Do  | Fr  | Sa  | So  |
| 18  |     | 1   | 2   | 3   | 4   | 5   | 6   |
| 19  | 7   | 8   | 9   | 10  | 11  | 12  | 13  |
| 20  | 14  | 15  | 16  | 17  | 18  | 19  | 20  |
| 21  | 21  | 22  | 23  | 24  | 25  | 26  | 27  |
| 22  | 28  | 29  | 30  | 31  |     |     |     |
| --- | --- | --- | --- | --- | --- | --- | --- |

| Juni | Juni | Juni | Juni | Juni | Juni | Juni | Juni |
| Kw   | Mo   | Di   | Mi   | Do   | Fr   | Sa   | So   |
| 22   |      |      |      |      | 1    | 2    | 3    |
| 23   | 4    | 5    | 6    | 7    | 8    | 9    | 10   |
| 24   | 11   | 12   | 13   | 14   | 15   | 16   | 17   |
| 25   | 18   | 19   | 20   | 21   | 22   | 23   | 24   |
| 26   | 25   | 26   | 27   | 28   | 29   | 30   |      |
| ---- | ---- | ---- | ---- | ---- | ---- | ---- | ---- |

| Juli | Juli | Juli | Juli | Juli | Juli | Juli | Juli |
| Kw   | Mo   | Di   | Mi   | Do   | Fr   | Sa   | So   |
| 26   |      |      |      |      |      |      | 1    |
| 27   | 2    | 3    | 4    | 5    | 6    | 7    | 8    |
| 28   | 9    | 10   | 11   | 12   | 13   | 14   | 15   |
| 29   | 16   | 17   | 18   | 19   | 20   | 21   | 22   |
| 30   | 23   | 24   | 25   | 26   | 27   | 28   | 29   |
| 31   | 30   | 31   |      |      |      |      |      |
| ---- | ---- | ---- | ---- | ---- | ---- | ---- | ---- |

| August | August | August | August | August | August | August | August |
| Kw     | Mo     | Di     | Mi     | Do     | Fr     | Sa     | So     |
| 31     |        |        | 1      | 2      | 3      | 4      | 5      |
| 32     | 6      | 7      | 8      | 9      | 10     | 11     | 12     |
| 33     | 13     | 14     | 15     | 16     | 17     | 18     | 19     |
| 34     | 20     | 21     | 22     | 23     | 24     | 25     | 26     |
| 35     | 27     | 28     | 29     | 30     | 31     |        |        |
| ------ | ------ | ------ | ------ | ------ | ------ | ------ | ------ |

| September | September | September | September | September | September | September | September |
| Kw        | Mo        | Di        | Mi        | Do        | Fr        | Sa        | So        |
| 35        |           |           |           |           |           | 1         | 2         |
| 36        | 3         | 4         | 5         | 6         | 7         | 8         | 9         |
| 37        | 10        | 11        | 12        | 13        | 14        | 15        | 16        |
| 38        | 17        | 18        | 19        | 20        | 21        | 22        | 23        |
| 39        | 24        | 25        | 26        | 27        | 28        | 29        | 30        |
| --------- | --------- | --------- | --------- | --------- | --------- | --------- | --------- |

| Oktober | Oktober | Oktober | Oktober | Oktober | Oktober | Oktober | Oktober |
| Kw      | Mo      | Di      | Mi      | Do      | Fr      | Sa      | So      |
| 40      | 1       | 2       | 3       | 4       | 5       | 6       | 7       |
| 41      | 8       | 9       | 10      | 11      | 12      | 13      | 14      |
| 42      | 15      | 16      | 17      | 18      | 19      | 20      | 21      |
| 43      | 22      | 23      | 24      | 25      | 26      | 27      | 28      |
| 44      | 29      | 30      | 31      |         |         |         |         |
| ------- | ------- | ------- | ------- | ------- | ------- | ------- | ------- |

| November | November | November | November | November | November | November | November |
| Kw       | Mo       | Di       | Mi       | Do       | Fr       | Sa       | So       |
| 44       |          |          |          | 1        | 2        | 3        | 4        |
| 45       | 5        | 6        | 7        | 8        | 9        | 10       | 11       |
| 46       | 12       | 13       | 14       | 15       | 16       | 17       | 18       |
| 47       | 19       | 20       | 21       | 22       | 23       | 24       | 25       |
| 48       | 26       | 27       | 28       | 29       | 30       |          |          |
| -------- | -------- | -------- | -------- | -------- | -------- | -------- | -------- |

| Dezember | Dezember | Dezember | Dezember | Dezember | Dezember | Dezember | Dezember |
| Kw       | Mo       | Di       | Mi       | Do       | Fr       | Sa       | So       |
| 48       |          |          |          |          |          | 1        | 2        |
| 49       | 3        | 4        | 5        | 6        | 7        | 8        | 9        |
| 50       | 10       | 11       | 12       | 13       | 14       | 15       | 16       |
| 51       | 17       | 18       | 19       | 20       | 21       | 22       | 23       |
| 52       | 24       | 25       | 26       | 27       | 28       | 29       | 30       |
| 1        | 31       |          |          |          |          |          |          |
| -------- | -------- | -------- | -------- | -------- | -------- | -------- | -------- |

## Ereignisse

### Politik und Weltgeschehen

#### Russland
- Sommer: Die labile innenpolitische Situation in Russland nutzt ein weiterer Prätendent zu einem erneuten Anlauf gegen das Regime Wassilis IV. Er taucht als Zweiter Pseudodimitri im Juli in Starodub auf und sammelt nochmals die bei der Niederlage Iwan Issajewitsch Bolotnikows versprengten Bauern und Kosaken um sich. Sein Unternehmen erhält offene Unterstützung Polens und einzelner mit Wassili verfeindeten Vertreter des russischen Hochadels. Im Dezember steht er mit seinen Truppen vor Brjansk, ohne auf nennenswerten Widerstand zu stoßen.
- Iwan Issajewitsch Bolotnikow hat sich nach der Niederlage in der Festung Tula verschanzt, die seit Mitte Juni von den Truppen Wassilis IV. belagert wird. Am 10. Oktober öffnen die Bewohner die Tore, Bolotnikow gerät in Gefangenschaft und wird 1608 in Kargopol geblendet und ertränkt. Die Aufstandsbewegung ist damit ihres führenden Kopfes beraubt und bricht bald in sich zusammen.

#### Polen-Litauen/Osmanisches Reich
- Der Polnisch-osmanische Frieden beendet für kurze Zeit den Konflikt zwischen Polen-Litauen und dem Osmanischen Reich. Ahmed I. garantiert, dass die Krimtataren gegen eine jährliche Tributzahlung auf ihre Einfälle in Polen-Litauen verzichten und dem polnisch-litauischen König Heerfolge leisten. Sigismund III. Wasa sagt zu, dass die Raubzüge der Kosaken ins osmanische Reich aufhören.

#### Siebenbürgen
- 11. Februar: Sigismund I. Rákóczi wird als Nachfolger des im Vorjahr verstorbenen Stephan Bocskai vom siebenbürgischen Landtag zum Fürst von Siebenbürgen gewählt.

#### Achtzigjähriger Krieg

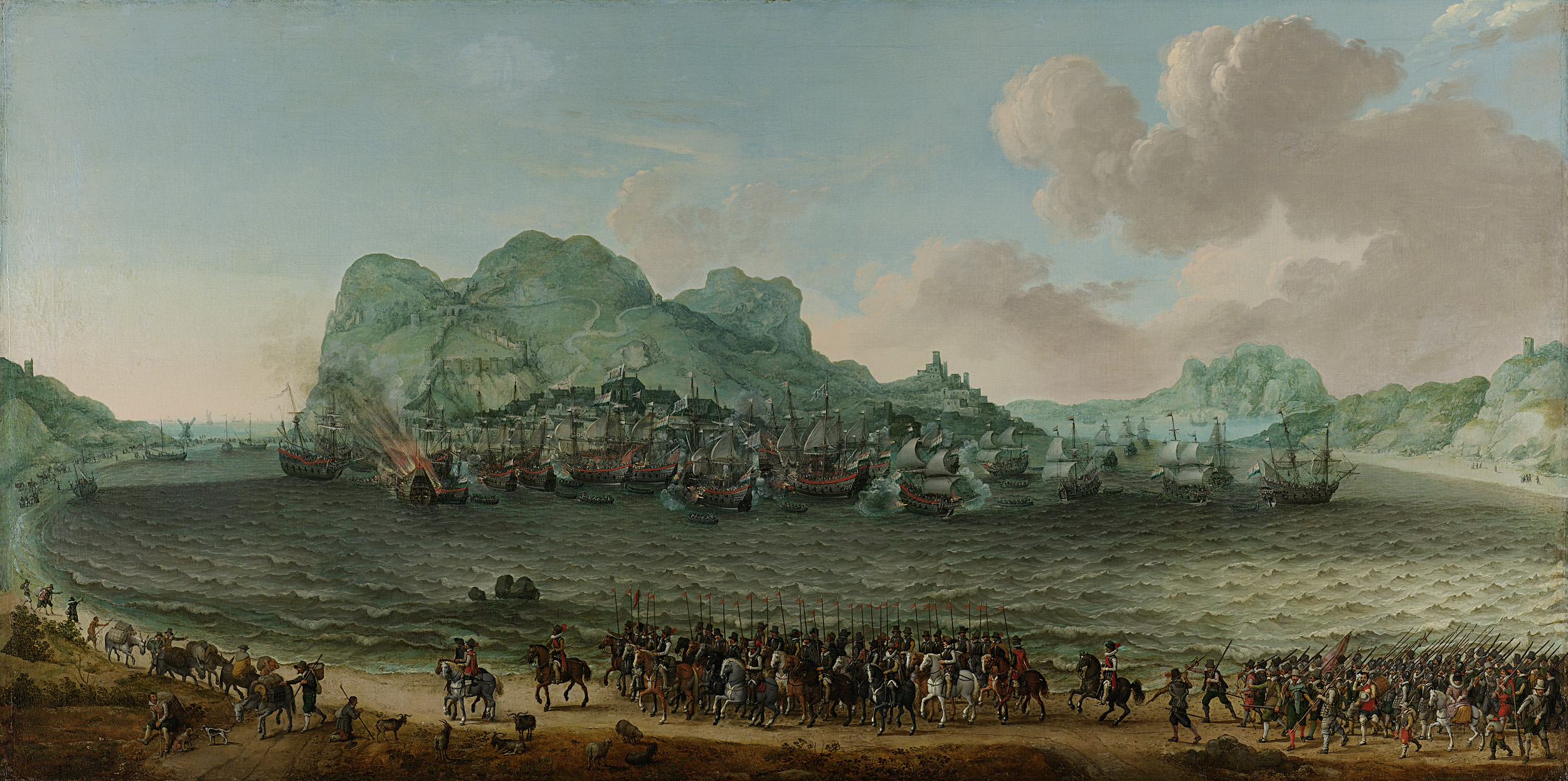
Schlacht bei Gibraltar

- 25. April: Die niederländische Flotte unter Jacob van Heemskerk schlägt die spanische Seestreitmacht im Achtzigjährigen Krieg in der Schlacht bei Gibraltar, obwohl der niederländische Admiral in der Schlacht fällt. Auch am folgenden Tag bleibt das niederländische Geschwader in der Bucht von Gibraltar und versucht einen Angriff auf die Festung selbst, der allerdings misslingt. Die niederländischen Seeleute beginnen deshalb mit dem Plündern der Vororte, aus denen die Bevölkerung bereits geflohen ist. Die Niederländer verlassen Gibraltar schließlich und kreuzen auf der Suche nach Prisen bei den Azoren, den Kanarischen Inseln und entlang der portugiesischen Küste, bevor sie sich wieder auf den Heimweg in die Vereinigten Provinzen begeben.

#### Heiliges Römisches Reich
- 24. Januar: Der protestantische Kurfürst Friedrich IV. von der Pfalz verleiht der im Vorjahr als Bollwerk gegen die katholischen Mächte gegründeten Stadt Mannheim die Stadtrechte.
- 25. April: Wie schon im Vorjahr führt eine katholische Prozession durch das mehrheitlich protestantische Donauwörth zu Tumulten, dem so genannten Kreuz- und Fahnengefecht. Die Teilnehmer an der Prozession werden zusammen mit zwei bayerischen Kommissaren aus der Stadt gejagt.
- 3. August: Kaiser Rudolf II. verhängt über die freie Reichsstadt Donauwörth die Reichsacht. Herzog Maximilian I. von Bayern wird von ihm mit der Reichsexekution beauftragt.
- 17. Dezember: Bayerische Truppen besetzen das mehrheitlich protestantische und in Reichsacht befindliche Donauwörth. Ursache der vom Kaiser Rudolf II. beauftragten Strafaktion war das Stören zweier katholischer Prozessionen. Die freie Reichsstadt wird vom bayerischen Herzog Maximilian I. als Pfand behalten. Die katholische Besetzung der Stadt trägt zur Gründung der Protestantischen Union bei.

#### Britische Inseln
- September: Flucht der Grafen: Aodh Mór Ó Néill, 2. Earl of Tyrone und Rory O’Donnell, 1. Earl of Tyrconnell fliehen mit mehreren Angehörigen aus Irland, um der Verhaftung durch englische Truppen zu entgehen. Ursprünglich auf dem Weg nach Spanien, gehen sie bereits in Frankreich an Land und begeben sich nach Italien, von wo aus sie nie zurückkehren.

#### Amerika
- 30. Januar: Gemäß einer königlichen Cédula Real ist es zukünftig verboten, zu Christen getaufte Indios als Leibeigene einzusetzen. Das fördert den Aufbau von Jesuitenreduktionen in Südamerika ab 1609.
- 13. Mai: Englische Kaufleute der Virginia Company of London unter der Führung von Bartholomew Gosnold gründen auf einer Insel im James River mit James Fort die erste dauerhafte Siedlung der Engländer in Nordamerika. Nach sechs Wochen beginnen die ersten Siedler zu sterben. Das aus dem Fluss entnommene Trinkwasser führt zu Salzvergiftungen, Durchfall und Typhus. Bis Ende September hat sich die Zahl der Kolonisten halbiert und den Winter überleben weniger als vierzig der ursprünglich 143 Männer.
- Havanna wird Hauptstadt der spanischen Kolonie Kuba.
- Der Tarrantiner-Krieg zwischen der Penobscot-Konföderation unter ihrem Ober-Sagamore Bashabes einerseits und den Micmac (Tarrantinern) sowie den mit ihnen verbündeten Maliseet andererseits, die im heutigen Maine und den angrenzenden kanadischen Provinzen leben, beginnt. Er dauert mit Unterbrechungen bis 1615.

### Wirtschaft
- Die Gobelin-Manufaktur in Paris wird gegründet.

### Wissenschaft und Technik
- 19. Mai: Die protestantische Landesuniversität in Gießen wird gegründet.
- Die National- und Universitätsbibliothek Zagreb wird als Teil der von Jesuiten geführten Klosterhochschule Neoacademia Zagrabiensis gegründet.

### Kultur
- 24. Februar: L’Orfeo, eine Favola in Musica von Claudio Monteverdi, wird durch die Accademia degli Invaghiti im herzoglichen Palast in Mantua uraufgeführt. Das Werk wird oft als die erste Oper bezeichnet.
- 23. und 24. August: In Joachimsthal erfolgt die feierliche Eröffnung des Joachimsthalschen Gymnasiums in Anwesenheit des Kurfürsten Joachim Friedrich.

- Eucharius Sang, Weihbischof in Würzburg, verfasst in lateinischer Sprache das Mirakelbuch von Dettelbach (Beneficia Vetera Et Nova Divae Virginis Dettelbacensis), eine Sammlung von Wunderberichten, die in Zusammenhang mit der Wallfahrt zur Kirche Maria im Sand nahe der unterfränkischen Stadt Dettelbach stehen.
- um 1607: William Shakespeare verfasst die Tragödie Coriolanus.

### Katastrophen

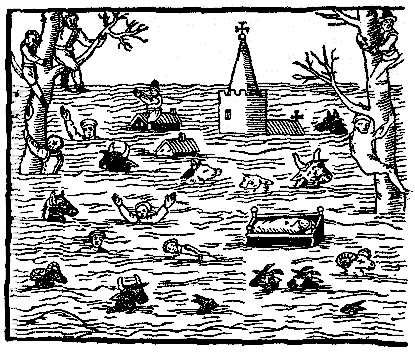
Zeitgenössische Darstellung

- 20. Januar: Eine Flutkatastrophe (Sturmflut oder Tsunami) fordert beiderseits des Bristolkanals in Westengland und Südwales über 2.000 Tote und tausende Obdachlose. Am schwersten betroffen ist die Stadt Cardiff.

## Historische Karten und Ansichten

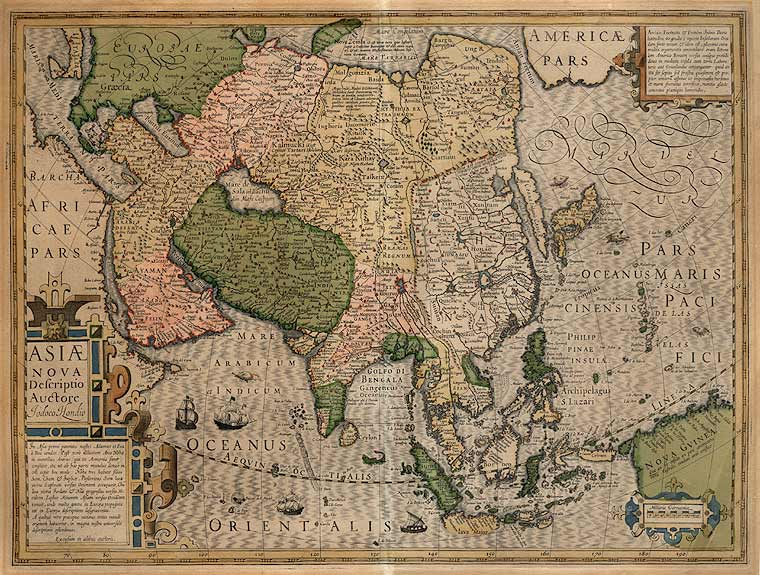
Karte von Asien 1607

## Geboren

### Erstes Halbjahr
- 06. Januar: Konrad Barthels, deutscher lutherischer Theologe († 1662)
- 31. Januar: James Stanley, 7. Earl of Derby, englischer Peer, Politiker und Militär († 1651)
- 25. Februar: Agostino Beltrano, italienischer Maler († 1665)
- 27. Februar: Christian Keimann, deutscher Dichter und Pädagoge († 1662)
- 27. Februar: Giovan Francesco Loredan, italienischer Schriftsteller († 1661)
- 08. März: Johann Rist, Dichter und evangelisch-lutherischer Prediger († 1667)
- 22. März: Paul Gerhardt, deutscher Kirchenlieddichter († 1676)
- 24. März: Michiel de Ruyter, niederländischer Admiral († 1676)
- 01. April: Marie Eleonore von Brandenburg, Pfalzgräfin und Regentin von Simmern († 1675)
- 26. April: Magdalena Katharina von Pfalz-Zweibrücken, Pfalzgräfin und Herzogin von Pfalz-Birkenfeld († 1648)
- 04. Juni: Brandanus Daetrius, deutscher lutherischer Theologe († 1688)
- 22. Juni: Johann Benedikt Carpzov I., deutscher evangelischer Theologe († 1657)
- 24. Juni: Jean-Jacques Renouard de Villayer, französischer Jurist und Postpionier († 1691)

### Zweites Halbjahr
- 12. Juli: Jean Petitot, Schweizer Miniaturenmaler († 1691)
- 13. Juli: Wenzel Hollar, böhmischer Kupferstecher, Radierer und Zeichner († 1677)
- 23. Juli: Christian Hoburg, Theologe, mystischer Spiritualist († 1675)
- 05. August: Philipp Friedrich Böddecker, deutscher Komponist und Organist († 1683)
- 08. August: Georg Wiegner, deutscher Jurist und Bürgermeister von Dresden († 1689)
- 15. August: Hermann IV., Landgraf von Hessen-Rotenburg († 1658)
- 07. September: Kurt Reinicke von Callenberg, deutscher Soldat und Verwaltungsbeamter († 1672)
- 20. September: Christoph Notnagel, deutscher Mathematiker und Astronom († 1666)
- 25. September: Dorothea von Anhalt-Zerbst, Fürstin von Braunschweig-Wolfenbüttel († 1634)
- 26. September: Francesco Cairo, italienischer Maler († 1665)
- 15. Oktober: Madeleine de Scudéry, französische Schriftstellerin des Barock († 1701)
- 24. Oktober: Jan Lievens, niederländischer Maler († 1674)
- 28. Oktober: Chrysostomus Cöler, deutscher Jurist und Diplomat († 1664)
- 01. November: Georg Philipp Harsdörffer, deutscher Dichter des Barock († 1658)
- 05. November: Anna Maria von Schürmann, niederländisch-deutsche Universalgelehrte († 1678)
- 06. November: Achilles Kern, deutscher Bildhauer († 1691)
- 15. November: Aniello Falcone, italienischer Maler und Kupferstecher († nach 1656)
- 19. November: Erasmus Quellinus II., flämischer Maler und Kupferstecher († 1678)
- 25. November: Andreas Heinrich Bucholtz, deutscher lutherischer Theologe († 1671)
- 25. November: Christoph Joachim Bucholtz, deutscher Rechtswissenschaftler und Bürgermeister von Hameln († 1679)
- 25. November: Kanō Naonobu, japanischer Maler († 1650)
- 28. November: Francesco Maria Sforza Pallavicino, italienischer Kardinal und Theologe († 1667)
- 14. Dezember: Johann Kemény, ungarischer Militärführer und Fürst von Siebenbürgen († 1662)

### Genaues Geburtsdatum unbekannt
- 17. oder 27. Dezember: Pacecco De Rosa, neapolitanischer Maler († 1656)
- Pierre de Fermat, französischer Jurist und Mathematiker († 1665)
- Hans Rudolf von Greiffenberg, Onkel, Vormund und Ehemann der Dichterin Catharina Regina von Greiffenberg († 1677)
- John Harvard, englischer Theologe († 1638)
- Sigmund Theophil Gottlieb Staden, deutscher Organist, Komponist, Stadtpfeifer, Maler und Dichter († 1655)

### Geboren um 1607
- Elisabeth Hoffmann, deutsche Pfarrersgattin und Wirtin, Opfer der Hexenverfolgung in Idstein († 1676)
- Gideon Ehrlich von Ehrnfeldt, Hauptmann der Herrschaften Friedland und Reichenberg in Böhmen († 24. September 1670)

## Gestorben

### Todesdatum gesichert
- 07. März: Martin Crusius, deutscher Altphilologe und Historiker (* 1526)
- 09. April: Eleonore von Preußen, Kurfürstin von Brandenburg (* 1583)
- 10. April: Christophe d’Assonleville, spanischer Botschafter (* 1528)
- 11. April: Bento de Góis, portugiesischer Jesuit, Missionar und Entdecker (* um 1562)
- 15. April: César de Bus, Priester und Seliger (* 1544)
- 22. April: Francesco Piccolomini, italienischer Philosoph (* 1523)
- 25. April: Jacob van Heemskerk, Admiral, Kapitän der Niederländischen Ostindienkompanie (* 1567)
- 11. Mai: Michele Ruggieri, italienischer Priester und Missionar in China (* 1543)
- 17. Mai: Anna d’Este, italienische Adlige, Herzogin von Guise (* 1531)
- 25. Mai: Maria Magdalena von Pazzi, Karmelitin, Mystikerin und Heilige der katholischen Kirche (* 1566)
- 28. Mai: Georg Mylius, deutscher lutherischer Theologe (* 1548)
- 28. Mai: Georg Popel von Lobkowicz, böhmischer Adeliger und Politiker (* um 1551)
- 30. Juni: Cesare Baronio, Kardinal und Kirchenhistoriker (* 1538)
- 07. Juli: Penelope Devereux, englische Hofdame (* 1563)
- 20. August: Wilhelm Zepper, reformierter Theologe (* 1550)
- 22. August: Bartholomew Gosnold, englischer Unternehmer und Entdeckungsreisender (* 1572)
- 03. September: Johann Wilhelm Stucki, Schweizer evangelischer Theologe, Philologe und Historiker (* 1542)
- 06. September: Johann Zanger der Jüngere, deutscher Jurist (* 1557)
- 11. September: Luzzasco Luzzaschi, italienischer Komponist und Organist (* 1545)
- 22. September: Alessandro Allori, italienischer Maler (* 1535)
- 28. September: Heinrich Maius, deutscher evangelischer Theologe (* 1545)
- 05. Oktober: Matthäus Dresser, deutscher Schulhumanist, Pädagoge, Philologe und Historiker (* 1536)
- 11. Oktober: Johann Stromer, deutscher Rechtswissenschaftler (* 1526)
- 08. November: Elisabeth von Anhalt, Kurfürstin von Brandenburg (* 1563)
- 13. November: Paul Buchner, Tischler, Schraubenmacher und Baumeister aus Nürnberg (* 1531)
- 24. November: Karl von Lothringen, Bischof von Metz und Straßburg (* 1567)
- 22. Dezember: Friedrich von Ahlefeldt, Erbherr auf Seestermühe, Seegaad, Kasseedorf und Arlewatt, Amtsrat von Aabenraa und Landrat von Holstein (* 1551)
- 23. Dezember: John Fortescue, englischer Schatzkanzler

### Genaues Todesdatum unbekannt
- Girolamo Imparato, neapolitanischer Maler (* um oder nach 1550)
- Sher Afghan, erster Mann der Mogulkaiserin Nur Jahan